# Vena angular
La vena angular (TA: vena angularis) es una vena corta situada entre el ojo y la raíz de la nariz; está formada por la unión de las venas frontal o supratroclear y supraorbitaria (arco nasal) y prosigue hacia abajo como vena facial.
Recibe las venas del ala de la nariz, y se comunica con la vena oftálmica superior por medio de la vena nasofrontal, por lo cual establece una importante anastomosis entre la vena facial anterior y el seno cavernoso.

## Trayecto
Discurre hacia abajo oblicuamente, por el lado de la raíz de la nariz, hasta el nivel del margen inferior de la órbita, donde pasa a ser la vena facial anterior.

## Ramas tributarias
- Vena frontal.[1]
- Vena supraorbitaria.[1]

## Imágenes adicionales

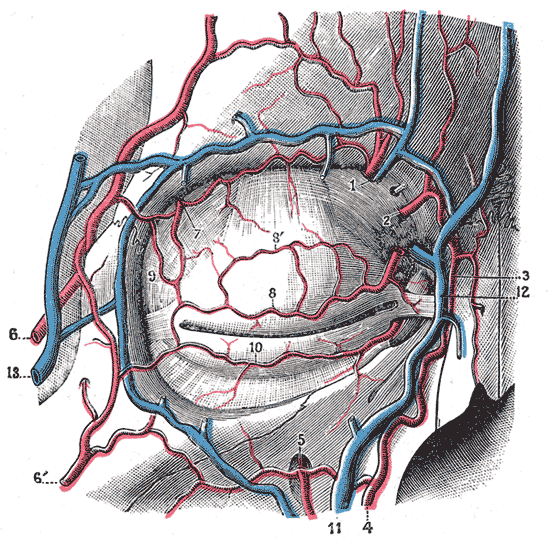
Vasos sanguíneos de los párpados, vista frontal.
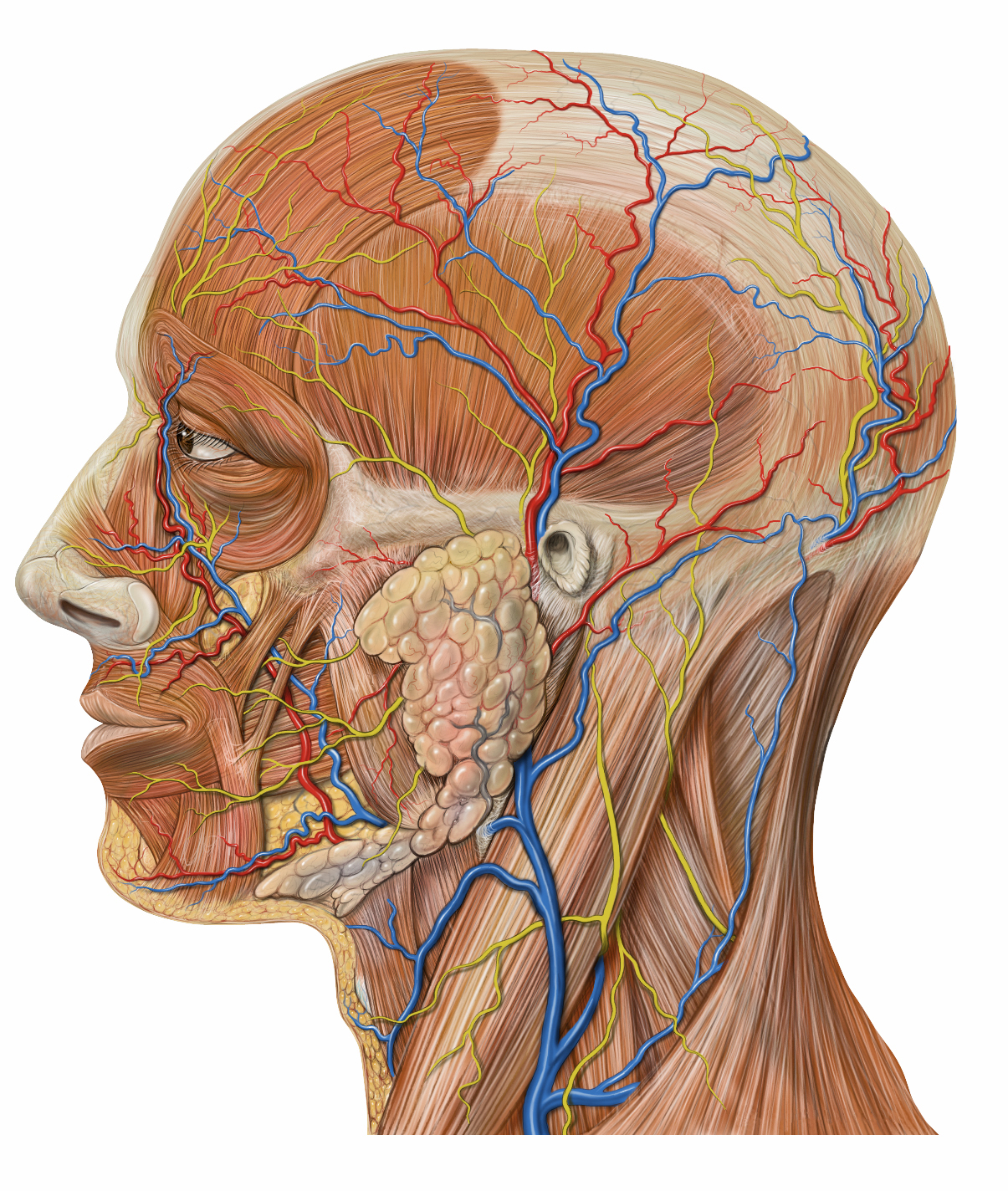
Detalle anatómico del lateral de la cabeza.
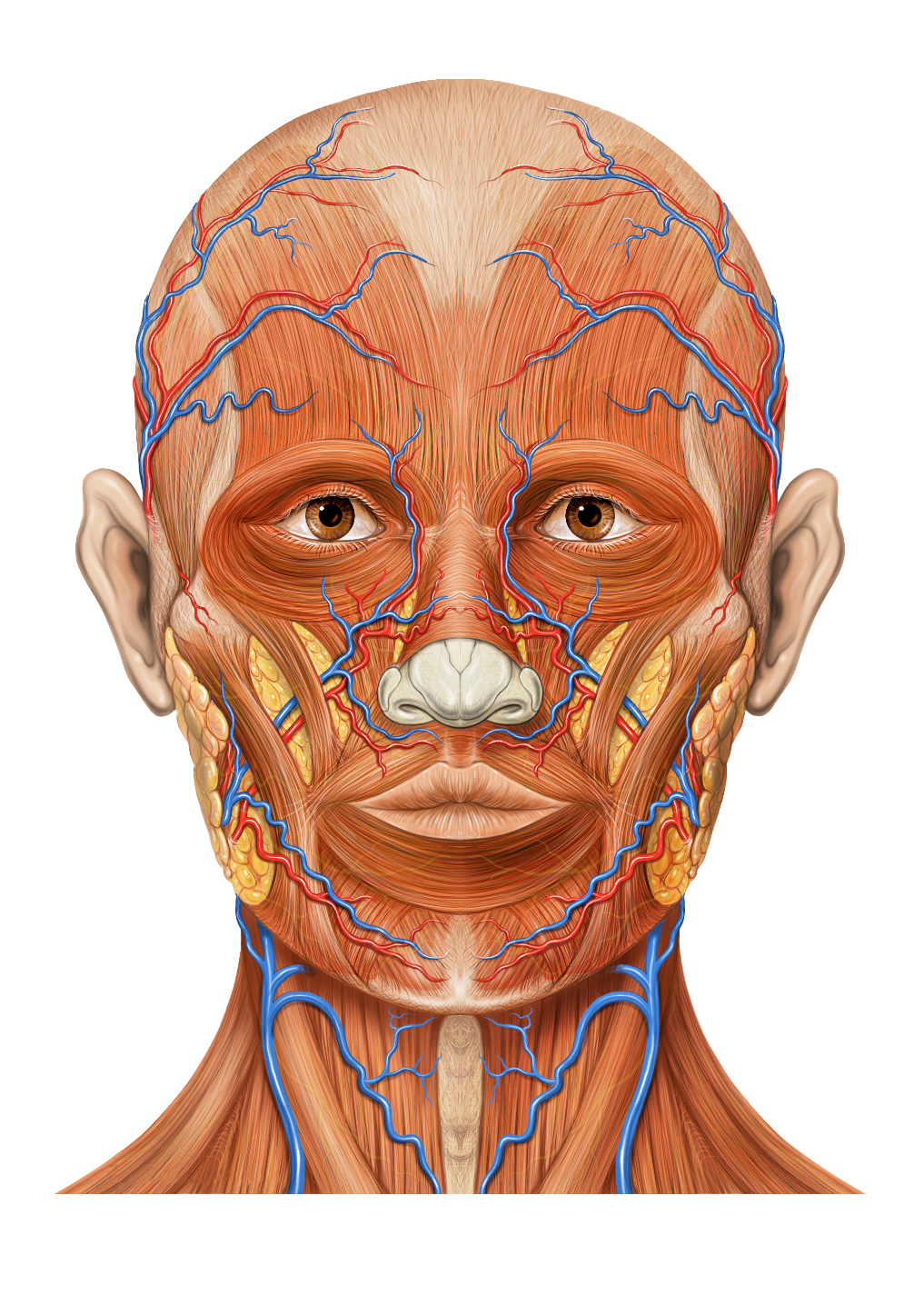
Anatomía de la cabeza, vista anterior.